# Joueur canadien de soccer de l'année
Le trophée du Joueur canadien de l'année est un trophée de soccer décerné au joueur canadien ayant réalisé les meilleures performances durant l'année. Il est décerné par l'Association canadienne de soccer (Canada Soccer) depuis 1993.

## Vainqueurs
| Année | Nom                   | Poste             |
| ----- | --------------------- | ----------------- |
| 1993  | Alex Bunbury          | Attaquant         |
| 1994  | Craig Forrest         | Gardien de but    |
| 1995  | Alex Bunbury (2)      | Attaquant         |
| 1996  | Paul Peschisolido     | Attaquant         |
| 1997  | Mark Watson           | Défenseur         |
| 1998  | Tomasz Radzinski      | Attaquant         |
| 1999  | Jim Brennan           | Défenseur         |
| 2000  | Craig Forrest (2)     | Gardien de but    |
| 2001  | Paul Stalteri         | Milieu de terrain |
| 2002  | Jason de Vos          | Défenseur         |
| 2003  | Pat Onstad            | Gardien de but    |
| 2004  | Paul Stalteri (2)     | Milieu de terrain |
| 2005  | Dwayne De Rosario     | Milieu de terrain |
| 2006  | Dwayne De Rosario (2) | Milieu de terrain |
| 2007  | Dwayne De Rosario (3) | Milieu de terrain |
| 2008  | Julián de Guzmán      | Milieu de terrain |
| 2009  | Simeon Jackson        | Attaquant         |
| 2010  | Atiba Hutchinson      | Milieu de terrain |
| 2011  | Dwayne De Rosario (4) | Milieu de terrain |
| 2012  | Atiba Hutchinson (2)  | Milieu de terrain |
| 2013  | Will Johnson          | Milieu de terrain |
| 2014  | Atiba Hutchinson (3)  | Milieu de terrain |
| 2015  | Atiba Hutchinson (4)  | Milieu de terrain |
| 2016  | Atiba Hutchinson (5)  | Milieu de terrain |
| 2017  | Atiba Hutchinson (6)  | Milieu de terrain |
| 2018  | Alphonso Davies       | Milieu de terrain |
| 2019  | Jonathan David        | Attaquant         |
| 2020  | Alphonso Davies (2)   | Milieu de terrain |
| 2021  | Alphonso Davies (3)   | Milieu de terrain |
| 2022  | Alphonso Davies (4)   | Milieu de terrain |
| 2023  | Stephen Eustáquio     | Milieu de terrain |
| 2024  | Jonathan David (2)    | Attaquant         |

## Bilan par joueur
| Nom               | Victoires | Années                               |
| ----------------- | --------- | ------------------------------------ |
| Atiba Hutchinson  | 6         | 2010, 2012, 2014, 2015, 2016 et 2017 |
| Alphonso Davies   | 4         | 2018, 2020, 2021 et 2022             |
| Dwayne De Rosario | 4         | 2005, 2006, 2007 et 2011             |
| Alex Bunbury      | 2         | 1993 et 1995                         |
| Jonathan David    | 2         | 2019 et 2024                         |
| Craig Forrest     | 2         | 1994 et 2000                         |
| Paul Stalteri     | 2         | 2001 et 2004                         |